# Italien i olympiska sommarspelen 2024
Italien deltog i olympiska sommarspelen 2024 i Paris från 26 juli till 11 augusti 2024. Det var 29:e sommar-OS som landet deltog vid. Italienska idrottare har deltagit i alla olympiska sommarspelen sedan starten 1896, förutom 1904.
Landets idrottare deltog i 30 sporter och totalt tog 40 medaljer. Italien hamnade på 9:e plats på  medaljlistan genom att vinna 12 guld, 13 silver och 15 brons.
| Nation  | Placering | Guld | Silver | Brons | Totalt |
| Italien | 9         | 12   | 13     | 15    | 30     |

## Tävlande
Lista på antalet tävlande i olika sporter.
| Sport          | Herrar | Damer | Totalt |
| -------------- | ------ | ----- | ------ |
| Bågskytte      | 3      | 1     | 4      |
| Konstsim       | 0      | 9     | 9      |
| Friidrott      | 42     | 40    | 82     |
| Badminton      | 1      | 0     | 1      |
| Boxning        | 3      | 5     | 8      |
| Breaking       | 0      | 1     | 1      |
| Kanotsport     | 5      | 2     | 7      |
| Cykelsport     | 12     | 13    | 25     |
| Simhopp        | 4      | 4     | 8      |
| Ridsport       | 4      | 1     | 5      |
| Fäktning       | 12     | 12    | 24     |
| Golf           | 2      | 1     | 3      |
| Gymnastik      | 5      | 12    | 17     |
| Judo           | 6      | 7     | 13     |
| Modern femkamp | 2      | 2     | 4      |
| Rodd           | 25     | 12    | 37     |
| Segling        | 5      | 7     | 12     |
| Skytte         | 10     | 5     | 15     |
| Skateboard     | 2      | 0     | 2      |
| Sportklättring | 1      | 3     | 4      |
| Surfing        | 1      | 0     | 1      |
| Simning        | 22     | 18    | 40     |
| Bordtennis     | 0      | 2     | 2      |
| Taekwondo      | 2      | 1     | 3      |
| Tennis         | 5      | 4     | 9      |
| Triathlon      | 2      | 3     | 5      |
| Volleyboll     | 17     | 15    | 32     |
| Vattenpolo     | 13     | 13    | 26     |
| Tyngdlyftning  | 2      | 1     | 3      |
| Brottning      | 1      | 1     | 2      |
| Totalt         | 208    | 194   | 402    |

## Medaljörer
| Medalj | Namn | Sport          | Gren                                    | Datum           |
| ------ | --- | -------------- | --------------------------------------- | --------------- |
| Guld   | Nicolò Martinenghi | Simning        | 100 meter bröstsim herrar               | 28 juli 2024    |
| Guld   | Thomas Ceccon | Simning        | 100 meter ryggsim herrar                | 29 juli 2024    |
| Guld   | Rossella Fiamingo Giulia Rizzi Alberta Santuccio Mara Navarria | Fäktning       | Lagtävling i värja damer                | 30 juli 2024    |
| Guld   | Giovanni De Gennaro | Kanotsport     | K-1 i slalom herrar                     | 1 augusti 2024  |
| Guld   | Alice Bellandi | Judo           | 78 kg damer                             | 1 augusti 2024  |
| Guld   | Marta Maggetti | Segling        | IQFoil damer                            | 3 augusti 2024  |
| Guld   | Sara Errani Jasmine Paolini | Tennis         | Dubbel damer                            | 4 augusti 2024  |
| Guld   | Alice D'Amato | Gymnastik      | Bom damer                               | 5 augusti 2024  |
| Guld   | Gabriele Rossetti Diana Bacosi | Skytte         | Skeet mixed                             | 5 augusti 2024  |
| Guld   | Ruggero Tita Caterina Banti | Segling        | Nacra 17 mixed                          | 8 augusti 2024  |
| Guld   | Chiara Consonni Vittoria Guazzini | Cykling        | Madison bancykling damer                | 9 augusti 2024  |
| Guld   | Italiens damlandslag i volleyboll - Ekaterina Antropova - Caterina Bosetti - Carlotta Cambi - Anna Danesi - Monica De Gennaro - Paola Egonu - Sarah Luisa Fahr - Gaia Giovannini - Marina Lubian - Loveth Omoruyi - Alessia Orro - Myriam Sylla - Ilaria Spirito | Volleyboll     | Turnering damer                         | 11 augusti 2024 |
| Silver | Filippo Ganna | Cykling        | Tempolopp landsväg herrar               | 27 juli 2024    |
| Silver | Federico Nilo Maldini | Skytte         | 10 meter luftpistol herrar              | 28 juli 2024    |
| Silver | Filippo Macchi | Fäktning       | Florett herrar                          | 29 juli 2024    |
| Silver | Angela Andreoli Alice D'Amato Manila Esposito Elisa Iorio Giorgia Villa | Gymnastik      | Lagmångkamp damer                       | 30 juli 2024    |
| Silver | Luca Chiumento Luca Rambaldi Giacomo Gentili Andrea Panizza | Rodd           | Scullerfyra herrar                      | 31 juli 2024    |
| Silver | Silvana Stanco | Skytte         | Trap damer                              | 31 juli 2024    |
| Silver | Arianna Errigo Martina Favaretto Francesca Palumbo Alice Volpi | Fäktning       | Lagtävling i florett damer              | 1 augusti 2024  |
| Silver | Stefano Oppo Gabriel Soares | Rodd           | Lättvikts-dubbelsculler herrar          | 2 augusti 2024  |
| Silver | Gregorio Paltrinieri | Simning        | 1500 meter frisim herrar                | 4 augusti 2024  |
| Silver | Guillaume Bianchi Alessio Foconi Filippo Macchi Tommaso Marini | Fäktning       | Lagtävling i florett herrar             | 4 augusti 2024  |
| Silver | Gabriele Casadei Carlo Tacchini | Kanotsport     | C-2 500 meter herrar                    | 8 augusti 2024  |
| Silver | Nadia Battocletti | Friidrott      | 10 000 meter damer                      | 9 augusti 2924  |
| Silver | Simone Consonni Elia Viviani | Cykling        | Madison bancykling herrar               | 10 augusti 2024 |
| Brons  | Luigi Samele | Fäktning       | Sabel herrar                            | 27 juli 2024    |
| Brons  | Alessandro Miressi Thomas Ceccon Paolo Conte Bonin Manuel Frigo Leonardo Deplano Lorenzo Zazzeri | Simning        | 4 × 100 meter frisim herrar             | 27 Juli 2024    |
| Brons  | Paolo Monna | Skytte         | 10 meter luftpistol herrar              | 28 juli 2024    |
| Brons  | Gregorio Paltrinieri | Simning        | 800 meter frisim herrar                 | 30 juli 2024    |
| Brons  | Lorenzo Musetti | Tennis         | Singel herrar                           | 3 augusti 2024  |
| Brons  | Manila Esposito | Gymnastik      | Bom damer                               | 5 augusti 2024  |
| Brons  | Mattia Furlani | Friidrott      | Längdhopp herrar                        | 6 augusti 2024  |
| Brons  | Simone Consonni Filippo Ganna Francesco Lamon Jonathan Milan | Cykling        | Lagförföljelse bancykling herrar        | 7 augusti 2024  |
| Brons  | Ginevra Taddeucci | Simning        | Maraton i öppetvatten damer             | 8 augusti 2024  |
| Brons  | Antonino Pizzolato | Tyngdlyfting   | 89 kg herrar                            | 9 augusti 2024  |
| Brons  | Sofia Raffaeli | Gymnastik      | Individuell mångkamp damer              | 9 augusti 2024  |
| Brons  | Simone Alessio | Taekwondo      | 80 kg herrar                            | 9 augusti 2024  |
| Brons  | Andy Díaz | Friidrott      | Tresteg herrar                          | 9 augusti 2024  |
| Brons  | Martina Centofanti Agnese Duranti Alessia Maurelli Daniela Mogurean Laura Paris | Gymnastik      | Truppmångkamp i rytmisk gymnastik damer | 10 augusti 2024 |
| Brons  | Giorgio Malan | Modern femkamp | Turnering herrar                        | 10 augusti 2024 |

| Medalj i sporter | Medalj i sporter | Medalj i sporter | Medalj i sporter | Medalj i sporter |
| ---------------- | ---------------- | ---------------- | ---------------- | ---------------- |
| Sport            | 1                | 2                | 3                | Totalt           |
| Simning          | 2                | 1                | 3                | 6                |
| Segling          | 2                | 0                | 0                | 2                |
| Fäktning         | 1                | 3                | 1                | 5                |
| Cykling          | 1                | 2                | 1                | 4                |
| Skytte           | 1                | 2                | 1                | 4                |
| Gymnastik        | 1                | 1                | 3                | 5                |
| Kanotsport       | 1                | 1                | 0                | 2                |
| Tennis           | 1                | 0                | 1                | 2                |
| Judo             | 1                | 0                | 0                | 1                |
| Volleyboll       | 1                | 0                | 0                | 1                |
| Ridsport         | 0                | 2                | 0                | 2                |
| Friidrott        | 0                | 1                | 2                | 3                |
| Tyngdlyftning    | 0                | 0                | 1                | 1                |
| Taekwondo        | 0                | 0                | 1                | 1                |
| Modern femkamp   | 0                | 0                | 1                | 1                |
| Totalt           | 12               | 13               | 15               | 40               |

## Friidrott
Italienska friidrottare kunde kvalificera sig till olympiska sommarspelen 2024 (max tre per gren) genom att uppnå kvalificeringsstandarder eller i kraft av sin världsranking.
Den italienska friidrottstruppen bestående av 76 idrottare (39 herrar och 37 damer) i OS kom på 29:e plats genom att vinna ett silver och två brons.
| Nation  | Placering | Guld | Silver | Brons | Totalt |
| Italien | 29        | 0    | 1      | 2     | 3      |

Noteringar

- Plac. = Placering i den rundan.
- Vidare = Idrottaren behövde inte delta i den rundan.
- – = Den rundan fanns inte i den grenen.
- Q = Kvalade till nästa runda via placering i löpgrenar eller genom att uppnå kvalificeringsgränsen i teknikgrenar.
- q = Kvalade till nästa runda via tid i löpgrenar eller via placering utan att uppnå kvalificeringsgränsen i teknikgrenar.
- R = Gick vidare till återkval (eng: Repechage).
- NR = Idrottaren satte nationellt rekord.
- PB = Personligt rekord.
- DNS = Startade inte i tävlingen.
- DNF = Slutförde inte tävlingen.

Loppgrenar
| Idrottare                                                  | Gren           | Kvalheat | Kvalheat | Återkval   | Återkval | Semifinal        | Semifinal        | Final            | Final            |                  |                  |
| Idrottare                                                  | Gren           | Tid      | Plac.    | Tid        | Plac.    | Tid              | Plac.            | Tid              | Plac.            |                  |                  |
| ---------------------------------------------------------- | -------------- | -------- | -------- | ---------- | -------- | ---------------- | ---------------- | ---------------- | ---------------- | ---------------- | ---------------- |
| Chituru Ali                                                | 100 m          | 10,12    | 2 Q      | –          | –        | 10,14            | 7                | Gick inte vidare | Gick inte vidare |                  |                  |
| Marcell Jacobs                                             | 100 m          | 10,05    | 2 Q      | –          | –        | 9,92             | 3 q              | 9,85             | 5                |                  |                  |
| Fausto Desalu                                              | 200 m          | 20,26    | 2 Q      | Vidare     | Vidare   | 20,37            | 3                | Gick inte vidare | Gick inte vidare |                  |                  |
| Filippo Tortu                                              | 200 m          | 20,29    | 3 Q      | Vidare     | Vidare   | 20,54            | 4                | Gick inte vidare | Gick inte vidare |                  |                  |
| Diego Pettorossi                                           | 200 m          | 20,63    | 4 R      | 20,53      | 2        | Gick inte vidare | Gick inte vidare | Gick inte vidare | Gick inte vidare |                  |                  |
| Luca Sito                                                  | 400 m          | 44,99    | 3 Q      | Vidare     | Vidare   | 45,01            | 5                | Gick inte vidare | Gick inte vidare |                  |                  |
| Davide Re                                                  | 400 m          | 46,74    | 8 R      | DNS        | DNS      | Gick inte vidare | Gick inte vidare | Gick inte vidare | Gick inte vidare |                  |                  |
| Simone Barontini                                           | 800 m          | 1:46,33  | 4 R      | 1:45,56    | 1 Q      | 1:46,17          | 8                | Gick inte vidare | Gick inte vidare |                  |                  |
| Catalin Tecuceanu                                          | 800 m          | 1:44,80  | 2 Q      | Vidare     | Vidare   | 1:45,38          | 3                | Gick inte vidare | Gick inte vidare |                  |                  |
| Pietro Arese                                               | 1 500 m        | 3:35,30  | 3 Q      | Vidare     | Vidare   | 3:33,03          | 6 Q              | 3:30,74 NR       | 8                |                  |                  |
| Ossama Meslek                                              | 1 500 m        | 3:39,96  | 15 R     | 3:35,32    | 3 Q      | 3:32,77 PB       | 8                | Gick inte vidare | Gick inte vidare |                  |                  |
| Federico Riva                                              | 1 500 m        | 3:41,78  | 14 R     | 3:32,84 PB | 1 Q      | 3:35,26          | 9                | Gick inte vidare | Gick inte vidare |                  |                  |
| Lorenzo Simonelli                                          | 110 m häck     | 13,27    | 2 Q      | Vidare     | Vidare   | 13,38            | 5                | Gick inte vidare | Gick inte vidare |                  |                  |
| Alessandro Sibilio                                         | 400 m häck     | 48,43    | 4 q      | Vidare     | Vidare   | 48,79            | 6                | Gick inte vidare | Gick inte vidare |                  |                  |
| Yassin Bouih                                               | 3 000 m hinder | 8:40,34  | 11       | –          | –        | Gick inte vidare | Gick inte vidare | Gick inte vidare | Gick inte vidare |                  |                  |
| Osama Zoghlami                                             | 3 000 m hinder | 8:20,52  | 8        | –          | –        | Gick inte vidare | Gick inte vidare | Gick inte vidare | Gick inte vidare | Gick inte vidare | Gick inte vidare |
| Yemaneberhan Crippa                                        | Maraton        | –        | –        | –          | –        | –                | –                | 2:10:36          | 25               |                  |                  |
| Eyob Faniel                                                | Maraton        | –        | –        | –          | –        | –                | –                | 2:12:50          | 43               |                  |                  |
| Daniele Meucci                                             | Maraton        | –        | –        | –          | –        | –                | –                | 2:14:02          | 51               |                  |                  |
| Francesco Fortunato                                        | 20 km gång     | –        | –        | –          | –        | –                | –                | 1:20,38          | 20               |                  |                  |
| Riccardo Orsoni                                            | 20 km gång     | –        | –        | –          | –        | –                | –                | 1:25,08          | 41               |                  |                  |
| Massimo Stano                                              | 20 km gång     | –        | –        | –          | –        | –                | –                | 1:19,12          | 4                |                  |                  |
| Fausto Desalu Marcell Jacobs Matteo Melluzzo Filippo Tortu | 4 × 100 m      | 38,07    | 5 q      | –          | –        | –                | –                | 37,68            | 4                |                  |                  |
| Alessandro Sibilio Luca Sito Vladimir Aceti Edoardo Scotti | 4 × 400 m      | 3:00,26  | 3 Q      | –          | –        | –                | –                | 2:59,72          | 7                |                  |                  |

| Idrottare                                                            | Gren       | Kvalheat   | Kvalheat | Återkval | Återkval | Semifinal        | Semifinal        | Final            | Final            |
| Idrottare                                                            | Gren       | Tid        | Rank     | Tid      | Rank     | Tid              | Rank             | Tid              | Rank             |
| -------------------------------------------------------------------- | ---------- | ---------- | -------- | -------- | -------- | ---------------- | ---------------- | ---------------- | ---------------- |
| Zaynab Dosso                                                         | 100 m      | 11,30      | 3 Q      | –        | –        | 11,34            | 9                | Gick inte vidare | Gick inte vidare |
| Anna Bongiorni                                                       | 200 m      | 23,49      | 7 R      | DNS      | DNS      | Gick inte vidare | Gick inte vidare | Gick inte vidare | Gick inte vidare |
| Dalia Kaddari                                                        | 200 m      | 23,49      | 7 R      | DNS      | DNS      | Gick inte vidare | Gick inte vidare | Gick inte vidare | Gick inte vidare |
| Alice Mangione                                                       | 400 m      | 51,60      | 5 R      | 51,07 PB | 3        | Gick inte vidare | Gick inte vidare | Gick inte vidare | Gick inte vidare |
| Elena Bellò                                                          | 800 m      | 1:59,98    | 7 R      | 2:02,91  | 4        | Gick inte vidare | Gick inte vidare | Gick inte vidare | Gick inte vidare |
| Eloisa Coiro                                                         | 800 m      | 1:59,19 PB | 4 R      | 2:00,31  | 2        | Gick inte vidare | Gick inte vidare | Gick inte vidare | Gick inte vidare |
| Ludovica Cavalli                                                     | 1 500 m    | 4:11,68    | 13 R     | 4:02,46  | 2 Q      | 4:03,59          | 12               | Gick inte vidare | Gick inte vidare |
| Federica Del Buono                                                   | 1 500 m    | 4:10,14    | 14 R     | 4:06,00  | 7        | Gick inte vidare | Gick inte vidare | Gick inte vidare | Gick inte vidare |
| Sintayehu Vissa                                                      | 1 500 m    | 4:00,69 PB | 8 R      | 4:06,71  | 1 Q      | 3:58,11 NR       | 10               | Gick inte vidare | Gick inte vidare |
| Federica del Buono                                                   | 5 000 m    | 15:15,54   | 16       | –        | –        | Gick inte vidare | Gick inte vidare | Gick inte vidare | Gick inte vidare |
| Nadia Battocletti                                                    | 5 000 m    | 14:57,65   | 2 Q      | –        | –        | –                | –                | 14:31,64 NR      | 4                |
| Nadia Battocletti                                                    | 10 000 m   | –          | –        | –        | –        | –                | –                | 30:43,35 NR      | 2                |
| Ayomide Folorunso                                                    | 400 m häck | 55,03      | 6 R      | 55,07    | 1 Q      | 54,92            | 5                | Gick inte vidare | Gick inte vidare |
| Alice Muraro                                                         | 400 m häck | 55,62      | 5 R      | 55,48    | 6        | Gick inte vidare | Gick inte vidare | Gick inte vidare | Gick inte vidare |
| Rebecca Sartori                                                      | 400 m häck | 55,81      | 6 R      | 55,44    | 5        | Gick inte vidare | Gick inte vidare | Gick inte vidare | Gick inte vidare |
| Giovanna Epis                                                        | Maraton    | –          | –        | –        | –        | –                | –                | 2:38,26          | 67               |
| Sofiia Yaremchuk                                                     | Maraton    | –          | –        | –        | –        | –                | –                | 2:30,20          | 30               |
| Eleonora Giorgi                                                      | 20 km gång | –          | –        | –        | –        | –                | –                | 1:31,49          | 23               |
| Antonella Palmisano                                                  | 20 km gång | –          | –        | –        | –        | –                | –                | DNF              | DNF              |
| Valentina Trapletti                                                  | 20 km gång | –          | –        | –        | –        | –                | –                | 1:35,39          | 35               |
| Arianna De Masi Zaynab Dosso Dalia Kaddari Irene Siragusa            | 4 × 100 m  | 43,03      | 6        | –        | –        | –                | –                | Gick inte vidare | Gick inte vidare |
| Ilaria Elvira Accame Alice Mangione Anna Polinari Giancarla Trevisan | 4 × 400 m  | 3:26,50    | 5        | –        | –        | –                | –                | Gick inte vidare | Gick inte vidare |

| Idrottare                                                            | Gren       | Heat     | Heat      | Final    | Final     |
| Idrottare                                                            | Gren       | Resultat | Placering | Resultat | Placering |
| -------------------------------------------------------------------- | ---------- | -------- | --------- | -------- | --------- |
| Vladimir Aceti Edoardo Scotti Luca Sito Alice Mangione Anna Polinari | 4 × 400 m  | 3:11,59  | 3 Q       | 3:11,84  | 6         |
| Massimo Stano Antonella Palmisano                                    | 20 km gång | –        | –         | 2:53,52  | 6         |

Teknikgrenar
| Idrottare         | Gren        | Kval     | Kval      | Final            | Final            |
| Idrottare         | Gren        | Resultat | Placering | Resultat         | Placering        |
| ----------------- | ----------- | -------- | --------- | ---------------- | ---------------- |
| Mattia Furlani    | Längdhopp   | 8,01     | 6 q       | 8,34             | 3                |
| Stefano Sottile   | Höjdhopp    | 2,24     | =6 q      | 2,34             | 4                |
| Gianmarco Tamberi | Höjdhopp    | 2,24     | =6 q      | 2,22             | 11               |
| Claudio Stecchi   | Stavhopp    | 5,70     | 13        | Gick inte vidare | Gick inte vidare |
| Andrea Dallavalle | Tresteg     | 16,65    | 19        | Gick inte vidare | Gick inte vidare |
| Andy Díaz         | Tresteg     | 16,79    | 12 q      | 17,64            | 3                |
| Emmanuel Ihemeje  | Tresteg     | 16,50    | 20        | Gick inte vidare | Gick inte vidare |
| Leonardo Fabbri   | Kulstötning | 21,76    | 1 Q       | 21,70            | 5                |
| Zane Weir         | Kulstötning | 21,00    | 11 q      | 20,24            | 11               |

| Idrottare         | Gren       | Kval     | Kval      | Final            | Final            |
| Idrottare         | Gren       | Resultat | Placering | Resultat         | Placering        |
| ----------------- | ---------- | -------- | --------- | ---------------- | ---------------- |
| Roberta Bruni     | Pole vault | 4,55     | =1 q      | 4,40             | 14               |
| Elisa Molinarolo  | Pole vault | 4,55     | =1 q      | 4,70 PB          | 6                |
| Larissa Iapichino | Längdhopp  | 6,87     | 2 Q       | 6,87             | 4                |
| Dariya Derkach    | Tresteg    | 14,35    | 6 Q       | 14,14            | 8                |
| Ottavia Cestonaro | Tresteg    | 13,63    | 23        | Gick inte vidare | Gick inte vidare |
| Daisy Osakue      | Diskus     | 63,11    | 9 q       | 63.11            | 8                |
| Sara Fantini      | Slägga     | 72.40    | 8 q       | 69.58            | 12               |

Mångkamp
| Idrottare      | Gren     | 100 H | HH   | KS       | 200 m    | LH   | SK    | 800 m      | Final | Placering |
| -------------- | -------- | ----- | ---- | -------- | -------- | ---- | ----- | ---------- | ----- | --------- |
| Sveva Gerevini | Resultat | 13,40 | 1,74 | 12,80 PB | 23,58 PB | 6,08 | 39,68 | 2:08,84 PB | 6220  | 13        |
| Sveva Gerevini | Poäng    | 1065  | 903  | 714      | 1021     | 874  | 661   | 982        | 6220  | 13        |

## Simning
Italien skickade 40 idrottare till simning vid olympiska sommarspelen 2024.
| Nation  | Placering | Guld | Silver | Brons | Totalt |
| Italien | 7         | 2    | 1      | 3     | 6      |

Simmarna gick vidare till nästa runda (Q) endast via total placering (på tid) i den rundan. Därför är placeringarna som visas nedan totala placeringar i den rundan och inte placering i heatet.
Anmärkningar

- Plac. = Placering i den rundan.
- – = Rundan fanns inte i den grenen.
- Q = Kvalificerade sig till nästa runda via total placering.
- NR = Idrottaren satte nationellt rekord.
- DSQ = Diskvalificerades.

| Idrottare                                                                                        | Gren              | Heat     | Heat  | Semifinal        | Semifinal        | Final            | Final            |
| Idrottare                                                                                        | Gren              | Tid      | Plac. | Tid              | Plac.            | Tid              | Plac.            |
| ------------------------------------------------------------------------------------------------ | ----------------- | -------- | ----- | ---------------- | ---------------- | ---------------- | ---------------- |
| Leonardo Deplano                                                                                 | 50 m frisim       | 21,79    | 6 Q   | 21,50            | 3 Q              | 21,62            | 7                |
| Leonardo Deplano                                                                                 | 100 m frisim      | 48,82    | 23    | Gick inte vidare | Gick inte vidare | Gick inte vidare | Gick inte vidare |
| Lorenzo Zazzeri                                                                                  | 50 m frisim       | 21,64    | 4 Q   | 21,83            | 12               | Gick inte vidare | Gick inte vidare |
| Alessandro Miressi                                                                               | 100 m frisim      | 48,24    | 7 Q   | 47,95            | 9                | Gick inte vidare | Gick inte vidare |
| Alessandro Ragaini                                                                               | 200 m frisim      | 1:47,31  | 15 Q  | 1:47,08          | 14               | Gick inte vidare | Gick inte vidare |
| Filippo Megli                                                                                    | 200 m frisim      | 1:47,39  | 16 Q  | 1:46,87          | 13               | Gick inte vidare | Gick inte vidare |
| Marco De Tullio                                                                                  | 400 m frisim      | 3:47,90  | 17    | –                | –                | Gick inte vidare | Gick inte vidare |
| Matteo Lamberti                                                                                  | 400 m frisim      | 3:48,38  | 20    | –                | –                | Gick inte vidare | Gick inte vidare |
| Luca De Tullio                                                                                   | 800 m freestyle   | 7:44,07  | 7 Q   | –                | –                | 7:46.16          | 7                |
| Gregorio Paltrinieri                                                                             | 800 m freestyle   | 7:42,48  | 3 Q   | –                | –                | 7:39,38          | 3                |
| Luca De Tullio                                                                                   | 1500 m frisim     | 14:55.61 | 12    | –                | –                | Gick inte vidare | Gick inte vidare |
| Gregorio Paltrinieri                                                                             | 1500 m frisim     | 14:42,56 | 2 Q   | –                | –                | 12:34,55         | 2                |
| Thomas Ceccon                                                                                    | 100 m ryggsim     | 53,45    | 12 Q  | 52,58            | 2 Q              | 52,00            | 1                |
| Michele Lamberti                                                                                 | 100 m ryggsim     | 54,22    | 23    | Gick inte vidare | Gick inte vidare | Gick inte vidare | Gick inte vidare |
| Thomas Ceccon                                                                                    | 200 m ryggsim     | 1:57,69  | 14 Q  | 1:56,59          | 9                | Gick inte vidare | Gick inte vidare |
| Matteo Restivo                                                                                   | 200 m ryggsim     | 1:59,05  | 24    | Gick inte vidare | Gick inte vidare | Gick inte vidare | Gick inte vidare |
| Nicolò Martinenghi                                                                               | 100 m bröstsim    | 59,39    | 4 Q   | 59,28            | 6 Q              | 59,03            | 1                |
| Ludovico Blu Art Viberti                                                                         | 100 m bröstsim    | 59,93    | 15 Q  | 59,38            | 9                | Gick inte vidare | Gick inte vidare |
| Giacomo Carini                                                                                   | 200 m fjärilsim   | 1:55,81  | 12 Q  | 1:55,20          | 12               | Gick inte vidare | Gick inte vidare |
| Alberto Razzetti                                                                                 | 200 m fjärilsim   | 1:54,78  | 4 Q   | 1:54,51          | 7 Q              | 1:54,85          | 8                |
| Alberto Razzetti                                                                                 | 200 m medley      | 1:58,00  | 4 Q   | 1:57,10          | 7 Q              | 1:56,82          | 6                |
| Alberto Razzetti                                                                                 | 400 m medley      | 4:11,52  | 6 Q   | –                | –                | 4:09,38          | 5                |
| Alessandro Miressi Thomas Ceccon Paolo Conte Bonin Manuel Frigo Leonardo Deplano Lorenzo Zazzeri | 4 × 100 m frisim  | 3:12,94  | 6 Q   | –                | –                | 3:10,70          | 3                |
| Giovanni Caserta Carlos D'Ambrosio Alessandro Ragaini Filippo Megli                              | 4 × 200 m frisim  | 7:08,63  | 9     | –                | –                | Gick inte vidare | Gick inte vidare |
| Thomas Ceccon Nicolò Martinenghi Giacomo Carini Alessandro Miressi                               | 4 × 100 m medley  | 3:32,71  | 9     | –                | –                | Gick inte vidare | Gick inte vidare |
| Domenico Acerenza                                                                                | 10 km öppetvatten | –        | –     | –                | –                | 1:51:09,6        | 4                |
| Gregorio Paltrinieri                                                                             | 10 km öppetvatten | –        | –     | –                | –                | 1:51:58,0        | 9                |

| Idrottare                                                               | Gren              | Heat     | Heat  | Semifinal        | Semifinal        | Final            | Final            |
| Idrottare                                                               | Gren              | Tid      | Plac. | Tid              | Plac.            | Tid              | Plac.            |
| ----------------------------------------------------------------------- | ----------------- | -------- | ----- | ---------------- | ---------------- | ---------------- | ---------------- |
| Sara Curtis                                                             | 50 m frisim       | 24,67    | 13 Q  | 24,77            | 14               | Gick inte vidare | Gick inte vidare |
| Simona Quadarella                                                       | 800 m frisim      | 8:20,89  | 6 Q   | –                | –                | 8:14,55 NR       | 4                |
| Simona Quadarella                                                       | 1 500 m frisim    | 15:51,19 | 2 Q   | –                | –                | 15:44,05         | 4                |
| Ginevra Taddeucci                                                       | 1 500 m frisim    | 16:12,45 | 11    | –                | –                | Gick inte vidare | Gick inte vidare |
| Margherita Panziera                                                     | 200 m ryggsim     | 2:11,60  | 20    | Gick inte vidare | Gick inte vidare | Gick inte vidare | Gick inte vidare |
| Lisa Angiolini                                                          | 100 m bröstsim    | 1:06,37  | 10 Q  | 1:06,39          | 9                | Gick inte vidare | Gick inte vidare |
| Benedetta Pilato                                                        | 100 m bröstsim    | 1:06,19  | 6 Q   | 1:06,12          | 7 Q              | 1:05,60          | 4                |
| Francesca Fangio                                                        | 200 m bröstsim    | 2:25,85  | 15 Q  | 2:25,39          | 14               | Gick inte vidare | Gick inte vidare |
| Costanza Cocconcelli                                                    | 100 m fjärilsìm   | 58,66    | 21    | Gick inte vidare | Gick inte vidare | Gick inte vidare | Gick inte vidare |
| Viola Scotto Di Carlo                                                   | 100 m fjärilsìm   | DSQ      | DSQ   | Gick inte vidare | Gick inte vidare | Gick inte vidare | Gick inte vidare |
| Sara Franceschi                                                         | 200 m medley      | 2:12,88  | 18    | Gick inte vidare | Gick inte vidare | Gick inte vidare | Gick inte vidare |
| Sara Franceschi                                                         | 400 m medley      | 4:48,89  | 15    | –                | –                | Gick inte vidare | Gick inte vidare |
| Sara Curtis Emma Virginia Menicucci Sofia Morini Chiara Tarantino       | 4 × 100 m frisim  | 3:36,28  | 8 Q   | –                | –                | 3:36,51          | 8                |
| Sofia Morini Giulia D'Innocenzo Matilde Biagiotti Giulia Ramatelli      | 4 × 200 m frisim  | 7:55,29  | 9     | –                | –                | Gick inte vidare | Gick inte vidare |
| Margherita Panziera Benedetta Pilato Viola Scotto di Carlo Sofia Morini | 4 × 100 m medley  | DSQ      | DSQ   | –                | –                | Gick inte vidare | Gick inte vidare |
| Giulia Gabbrielleschi                                                   | 10 km öppetvatten | –        | –     | –                | –                | 2:04:17,9        | 6                |
| Ginevra Taddeucci                                                       | 10 km öppetvatten | –        | –     | –                | –                | 2:03:42,8        | 3                |

| Idrottare                                                             | Gren             | Heat    | Heat  | Final            | Final            |
| Idrottare                                                             | Gren             | Tid     | Plac. | Tid              | Plac.            |
| --------------------------------------------------------------------- | ---------------- | ------- | ----- | ---------------- | ---------------- |
| Michele Lamberti Nicolò Martinenghi Costanza Cocconcelli Sofia Morini | 4 × 100 m medley | 3:45,80 | 11    | Gick inte vidare | Gick inte vidare |

## Volleyboll
I volleyboll vid olympiska sommarspelen 2024 kom Italien på delad andra plats genom att vinna guld i damernas inomhusturnering. 
| Nation  | Placering | Guld | Silver | Brons | Totalt |
| Italien | 2         | 1    | 0      | 0     | 1      |

Beachvolleyboll
Tre italienska team kvalificerade sig till beachvolleyboll vid olympiska sommarspelen 2024 genom sin världsrankning.
| Idrottare                          | Gren                | Första runda                      | Första runda                       | Första runda                        | Första runda | 16-delsfinal                 | Kvartsfinal          | Semifinal            | Final / BM           | Final / BM |
| Idrottare                          | Gren                | Motståndare Resultat              | Motståndare Resultat               | Motståndare Resultat                | Plac.        | Motståndare Resultat         | Motståndare Resultat | Motståndare Resultat | Motståndare Resultat | Plac.      |
| ---------------------------------- | ------------------- | --------------------------------- | ---------------------------------- | ----------------------------------- | ------------ | ---------------------------- | -------------------- | -------------------- | -------------------- | ---------- |
| Samuele Cottafava Paolo Nicolai    | Herrarnas turnering | Cherif / Ahmed (QAT) F 0–2        | Nicolaidis / Carracher (AUS) V 2–0 | Åhman / Hellvig (SWE) V 2–0         | 2            | Partain / Benesh (USA) F 0–2 | Gick inte vidare     | Gick inte vidare     | Gick inte vidare     | 9          |
| Alex Ranghieri Adrian Carambula    | Herrarnas turnering | Van de Velde / Immers (NED) V 2–1 | Mol / Sørum (NOR) F 0–2            | M. Grimalt / E. Grimalt (CHI) F 0–2 | 4            | Gick inte vidare             | Gick inte vidare     | Gick inte vidare     | Gick inte vidare     | 19         |
| Valentina Gottardi Marta Menegatti | Damernas turnering  | Liliana / Paula (ESP) F 1–2       | Abdelhady / Elghobashy (EGY) V 2–0 | Ana Patricia / Duda (BRA) F 0–2     | 3            | Hughes / Cheng (USA) F 1–2   | Gick inte vidare     | Gick inte vidare     | Gick inte vidare     | 9          |

Volleyboll
De italianska dam- och herrlandslagen i volleyboll (inomhus) kunde kvalificera sig till damernas och  herrarnas volleybollturnering vid olympiska sommarspelen 2024 genom sin världsrankning.
| Team           | Gren                | Gruppspel                     | Gruppspel            | Gruppspel            | Gruppspel | Kvartsfinal          | Semifinal            | Final / BM           | Final / BM |
| Team           | Gren                | Motståndare Resultat          | Motståndare Resultat | Motståndare Resultat | Plac.     | Motståndare Resultat | Motståndare Resultat | Motståndare Resultat | Plac.      |
| -------------- | ------------------- | ----------------------------- | -------------------- | -------------------- | --------- | -------------------- | -------------------- | -------------------- | ---------- |
| Italien herrar | Herrarnas turnering | Brasilien V 3–1               | Egypten V 3–0        | Polen V 3–1          | 1         | Japan V 3–2          | Frankrike F 0–3      | USA F 0–3            | 4          |
| Italien damer  | Damernas turnering  | Dominikanska republiken V 3–1 | Nederländerna V 3–0  | Turkiet V 3–0        | 1         | Serbien V 3–0        | Turkiet V 3–0        | USA V 3–0            | 1          |